# کامیونکی (استان اشوی‌داشکسیه)
کامیونکی (به لهستانی: Kamionki) یک منطقهٔ مسکونی در لهستان است که در گمینا وانچنا واقع شده‌است.